# Trachysphaera ormeana
Trachysphaera ormeana är en mångfotingart som först beskrevs av Karl Wilhelm Verhoeff 1930.  Trachysphaera ormeana ingår i släktet Trachysphaera och familjen Doderiidae. Inga underarter finns listade i Catalogue of Life.